# Malignancy
A Malignancy (jelentése: elvetemültség, rosszindulat) amerikai death metal zenekar. Technikás és "sima" death metalt játszanak. Lemezkiadóik: United Guttural Records, Willowtip Records, Primitive Recordings.

## Története
1992-ben alakultak a New York-i Yonkersben. Danny Nelson énekes és Javier Velez gitáros alkották. Először egy demót jelentettek meg 1993-ban, ezután még három demót kiadtak. Le is cserélődött eközben a felállás. 1998-ban leszerződtek a United Guttural Records-hoz, és náluk dobták piacra első stúdióalbumukat, amely 1999-ben került a boltok polcaira. Ezt egy EP követte. 2001-ben megjelent egy válogatáslemez, amely korai demófelvételeket tartalmaz. Még egy EP-t piacra dobtak 2003-ban. Mivelhogy a United Guttural Records az évek alatt csődbe ment, 2006-ban a Malignancy leszerződött a Willowtip Records-hoz, második stúdióalbumukat már ők jelentették meg. A zenekar eddigi utolsó nagylemeze 2012-ben jelent meg. 2014-ben egy újabb EP-t is piacra dobtak. 2016-ban is kikerült a házuk tájáról egy EP.
Jelenlegi gitárosuk, Ron Kachnic bejelentette, hogy már írtak tíz új számot, és készek új stúdióalbum rögzítésére, ha találnak egy új kiadót.

## Tagok
- Danny Nelson - éneklés
- Ron Kachnic - gitár
- Monty Mukerji - basszusgitár
- Mike Heller - dobok

## Diszkográfia

### Stúdióalbumok
- Intrauterine Cannibalism (1999)
- Inhuman Grotesqueries (2007)
- Eugenics (2012)

### Demók
- Eaten Out from Within (1992)
- Rotten Seed (1994)
- Ignorance is Bliss (1997)
- Promo 2005

### EP-k
- Motivated by Hunger (2000)
- Cross Species Transmutation (2003)
- Epilogue (2014)
- Malignant Future (2016)

### Válogatáslemezek
- Ignorance is Bliss (2001, demófelvételeket tartalmaz)